# Brachypetersius pseudonummifer
Brachypetersius pseudonummifer е вид лъчеперка от семейство Alestidae. Видът не е застрашен от изчезване.

## Разпространение
Разпространен е в Демократична република Конго.

## Описание
На дължина достигат до 8 cm.